# Nemogullmia
Nemogullmia es un género de foraminífero bentónico de la subfamilia Shepheardellinae, de la familia Allogromiidae, del suborden Allogromiina y del orden Allogromiida. Su especie tipo es Nemogullmia longevariabilis. Su rango cronoestratigráfico abarca el Holoceno.

## Clasificación
Nemogullmia incluye a la siguiente especie:
- Nemogullmia longevariabilis